# Samtgemeinde Nenndorf
La comunità amministrativa di Nenndorf (Samtgemeinde Nenndorf) si trova nel circondario della Schaumburg nella Bassa Sassonia, in Germania.

## Suddivisione
Comprende 4 comuni:
1. Bad Nenndorf (città)
2. Haste
3. Hohnhorst
4. Suthfeld

Il capoluogo è Bad Nenndorf.